# (1225) Ariane
(1225) Ariane – planetoida z pasa głównego asteroid okrążająca Słońce w ciągu 3 lat i 124 dni w średniej odległości 2,23 au. Została odkryta 23 kwietnia 1930 roku w Union Observatory w Johannesburgu przez Hendrika van Genta. Nazwa planetoidy pochodzi od Ariane Leprieur, głównej bohaterki sztuki Le Chemin de crête Gabriela Marcela. Przed nadaniem nazwy planetoida nosiła oznaczenie tymczasowe (1225) 1930 HK.